# Верхнеторейское сельское поселение
Се́льское поселе́ние «Верхнеторейское» (бур. Дээдэ Ториин hомон) — муниципальное образование в Джидинском районе Бурятии Российской Федерации.
Административный центр — улус Верхний Торей.

## История
Статус и границы сельского поселения установлены Законом Республики Бурятия от 31 декабря 2004 года № 985-III «Об установлении границ, образовании и наделении статусом муниципальных образований в Республике Бурятия»

## Население
| 2002 | 2011 | 2012 | 2013 | 2014 | 2015 | 2016 |
| ---- | ---- | ---- | ---- | ---- | ---- | ---- |
| 812  | ↘691 | ↘669 | ↘645 | ↘638 | ↘621 | ↘586 |
| 2017 | 2018 | 2019 | 2020 | 2021 | 2023 | 2024 |
| ↘559 | ↘536 | ↘487 | ↗496 | ↗499 | ↗504 | ↘496 |

## Состав сельского поселения
| № | Населённый пункт | Тип населённого пункта       | Население |
| - | ---------------- | ---------------------------- | --------- |
| 1 | Верхний Торей    | улус, административный центр | ↘581      |
| 2 | Улзар            | улус                         | ↗110      |